# Palacio de Luna
El palacio Luna, también conocido como palacio de los Pérez-Luna, es un palacio urbano situado en la plaza Rafael Rivero de Jerez de la Frontera (Andalucía, España).
Cuenta con una bonita portada sobre la que descansa un balcón bellamente decorado. También tiene en la fachada un llamativo reloj de sol.

## Historia
El palacio fue construido en 1777, y tiene estilo barroco. En él residió José Antonio Menchaca, canónigo de la Colegial.

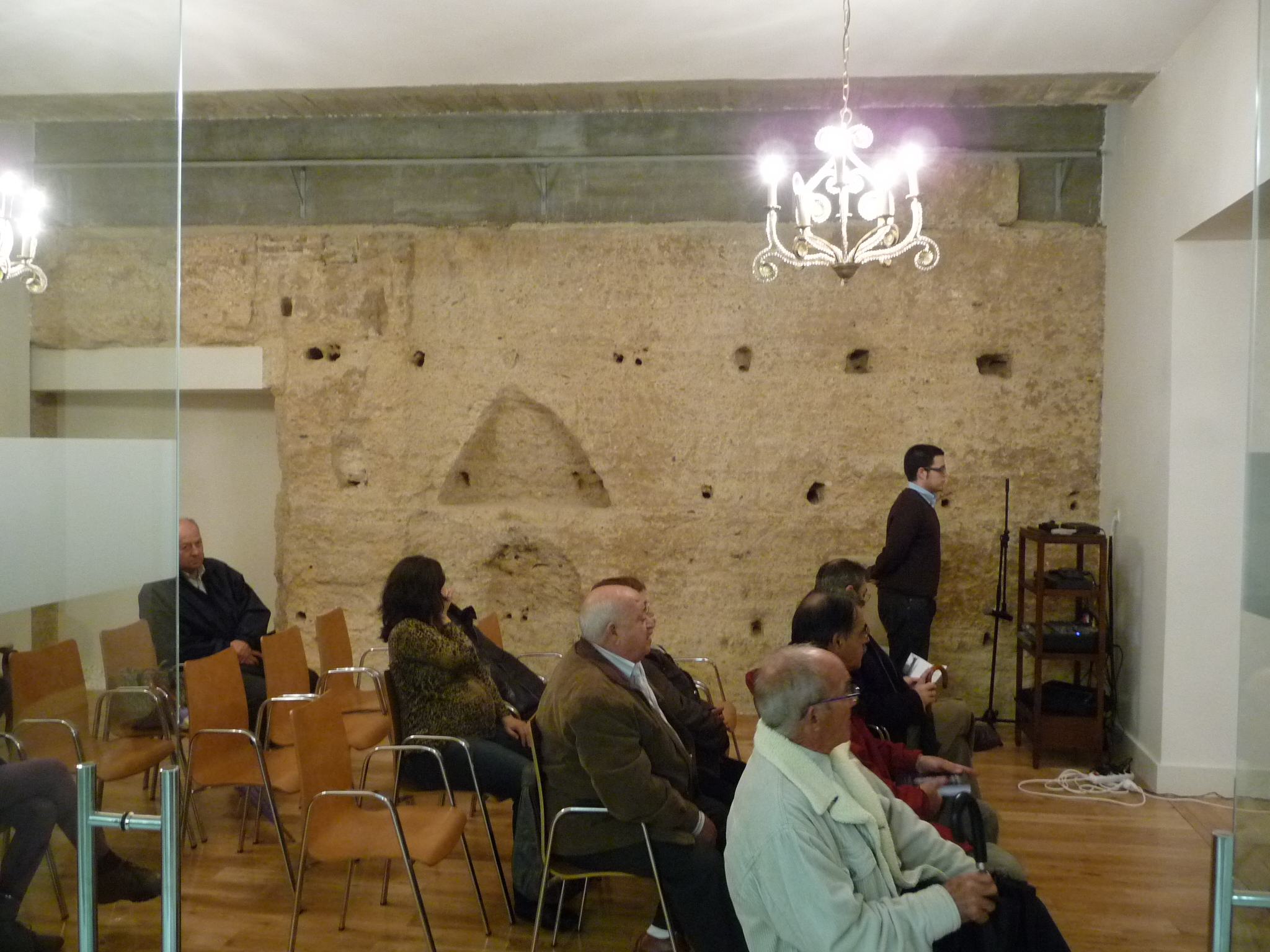
Interior del Palacio con un lienzo de la muralla de Jerez como pared

En el siglo XXI, tras muchos años cerrado al público, fue sede de la Fundación Teresa Rivero hasta su cierre. A pesar de haber planes para que pudiera ocuparla la Unión de Hermandades de Jerez de la Frontera, finalmente ha sido adjudicada a 'Building Center', una inmobiliaria del grupo CaixaBank, tras el concurso de acreedores de Zoilo Ruiz-Mateos S. A.